# DesignTalente Handwerk NRW
Der Wettbewerb DesignTalente Handwerk (bis 2009 Gestaltungswettbewerb Junges Handwerk NRW) ist ein für junge Gesellen oder Meister, aber auch für Studenten und Absolventen von Gestaltungsakademien im Alter von bis zu 30 Jahren gedachter Designpreis. 
Der mehrtägige Wettbewerb findet alle zwei Jahre statt und ermöglicht dem Handwerker-Nachwuchs, seine Kreativität und Leistungsfähigkeit im Umgang mit der Gestaltung verschiedener handwerklicher Stoffe und Materialien unter Beweis zu stellen und einer breiten Öffentlichkeit zu präsentieren. Der Westdeutsche Handwerkskammertag (WHKT) als Organisator und Veranstalter vergibt insgesamt sechs Preise, je mit 3000 Euro dotiert. Eine unabhängige Jury beurteilt Form und Aussage der eingereichten Stücke und kürt daraufhin die Sieger. 
Preise werden in den folgenden Kategorien verliehen:
- Möbel
- Skulpturen
- Schmuck
- Kleidung
- Medien
- Wohnen

Zudem hat die Jury die Möglichkeit, einen Sonderpreis zu vergeben.   	 
Ausgewählte Stücke der Sieger sowie weiterer Teilnehmer werden in einer anschließenden Ausstellung der Öffentlichkeit vorgestellt. Der Wettbewerb wird unterstützt durch Mittel des für Wirtschaft zuständigen Ministeriums des Landes Nordrhein-Westfalen. 